# Las Salesas de Pamplona
Las Salesas (Pamplona) fue un monasterio de las salesas en el Casco Antiguo de Pamplona, ocupando un amplio solar entre la calle San Francisco y el Rincón de la Aduana. Construido en 1902, según el proyecto de Florencio Ansoleaga, recibió el nombre de Monasterio de la Visitación de Nuestra Señora. El año 2000 las salesas dejaron el convento, que fue adquirido en 2004 por la Caja de Ahorros de Navarra. Tras su compra en 2010  la Mancomunidad de la Comarca de Pamplonaacondicionó el edificio que quedó inaugurado como su sede el año 2023.

## El antiguo monasterio
La fundación del monasterio de las salesas en Pamplona fue iniciativa de Juana Baleztena que, en 1878, había ingresado en el monasterio de esta orden en Madrid. La ayuda de la familia Baleztena fue determinante para la fundación de monasterio en Pamplona, las religiosas llegaron a la ciudad en 1881, residieron provisionalmente en las Dominicas de Jarauta; después en algunas edificaciones en la calle San Francisco.
Tras el derribo de algunos de esos edificios, en el solar resultante, situado entre la calle San Francisco y el Rincón de la Aduana, con una superficie de unos 3.000 m², se construyó el monasterio en 1902, según planos de Florencio Ansoleaga. La edificación deja libre una parte del solar que cubre todo el frente del Rincón de la Aduana; en ese espacio se situó el huerto, y en el extremo izquierdo el cementerio de las religiosas; en la pared que le separa de la calle se sitúa una galería abierta hacia el patio.
La iglesia, dedicada al Sagrado Corazón  ocupa la parte izquierda del solar, con acceso desde la calle San Francisco, donde se sitúa también la entrada del monasterio que se desarrolla en la planta baja, más dos plantas altas, organizadas alrededor de un pequeño claustro y una pasillo paralelo a la calle San Francisco con habitaciones hacia la calle, y hacia el claustro. La edificación muestra un estilo ecléctico, con elementos neogóticos y neorrománicas, con fachadas de ladrillo visto; en la calle San Francisco presenta de izquierda a derecha, en primer lugar la portada de la iglesia, con un arco de medio punto abocinada y una galería de arquillos; la fachada continúa a la derecha reflejando los tres niveles de la edificación separadas por dos líneas de impostas, los huecos ordenados vertical y horizontalmente quedan enmarcados una doble moldura que se apoya en el dintel y en la parte superior de las jambas. La fachada hacia la calle Rincón de la Aduana es ciega en la primera planta, y presenta en la parte superior, en correspondencia con la galería abierta al patio, una arcada continua, con una celosía que prácticamente impide la vista hacia al interior. La iglesia dispone de tres naves, de cuatro tramos con pilares cruciformes y una cabecera ochavada. Los arcos son apuntados y sobre ellos se sitúa una galería de arquillos ciegos de perfil lobulado. Los tramos de las naves, tanto de la central como de las laterales se cubren con bóvedas de crucería.

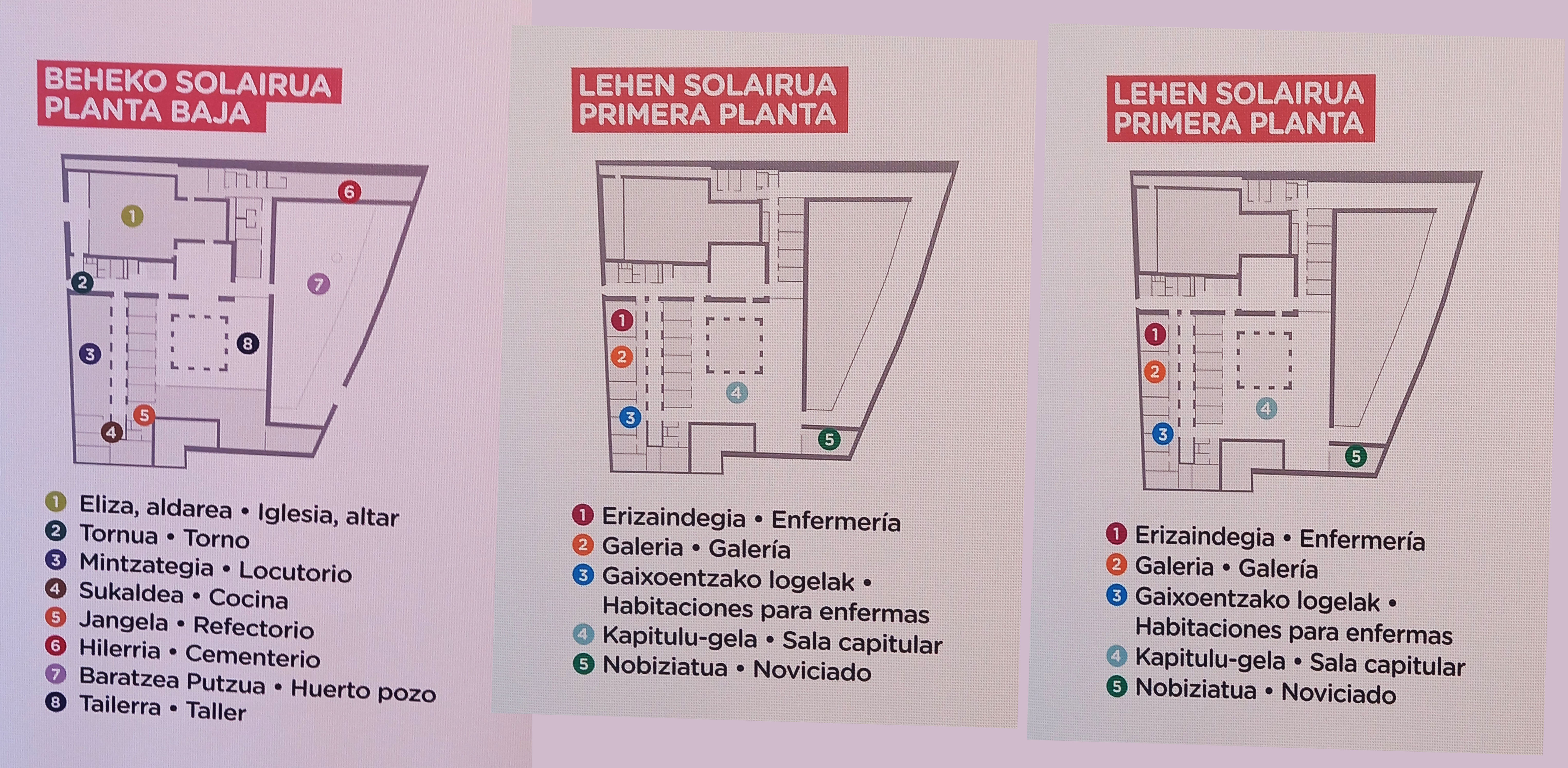

## Adaptación como sede de la Mancomunidad de la Comarca de Pamplona
La plantilla de la Mancomunidad de la Comarca de Pamplona, formada por unas 200 personas han venido desarrollando su trabajo hasta el año 2023 en varias localizaciones; el deseo de unificar estos equipos de trabajo, y de disponer de una sede representativa llevó a la Mancomunidad al estudio de varias posibles localización, decidiendo finalmente el año 2010 la compra del antiguo edificio de las Salesas, y su adaptación como sede de la Mancomunidad.Acordado el programa que debía desarrollarse se convocó un concurso en el que resultó vencedor la propuesta formulada por el Estudio Álvarez Sala, Matos-Castillo Arquitectos y Rueda-Pizarro. A ellos se les adjudicó en 2018 la elaboración del proyecto correspondiente y la dirección de obras contando para esto con la colaboración del equipo local de Tabuenca-Leache . Completada la rehabilitación y adaptación del edificio fue inaugurado en agosto de 2023.
En la adaptación del edificio como sede de la Mancomunidad, se ha mantenido el volumen de la edificación y su estructura, aunque se han eliminado algunos muros interiores para obtener espacios más amplios, lo que ha exigido disponer forjados resistentes para lunes del orden de 8 m. El acceso general para público y trabajadores se ha dispuesto en la calle Rincón de la Aduana, para lo que se ha abierto un amplio hueco, con portones de madera que dan paso al jardín de entrada que adquiere un carácter público; en eje con ese acceso se sitúa la entrada al edificio, que da paso a un vestíbulo desde el que se accede, a la izquierda, a la zona de atención al público que se desarrolla en la planta baja; a la derecha puede pasarse a la antigua iglesia, denominado ahora Salón Ansoleaga, que se destina a reuniones de la asamblea general de la Mancomunidad, y otros eventos; en esa zona se dispone también una oficina de utilización por la UPNA, en aplicación del Convenio suscrito con ella, para uso compartido del Salón Ansoleaga. Se mantiene un acceso a este salón desde la calle San Francisco, para facilitar el acceso del público a los eventos que en él puedan celebrarse (conferencias, exposiciones, etc.). En las plantas altas del edificio se sitúan los lugares de trabajo de los distintos departamentos de la Mancomunidad.

## Galería de imágenes

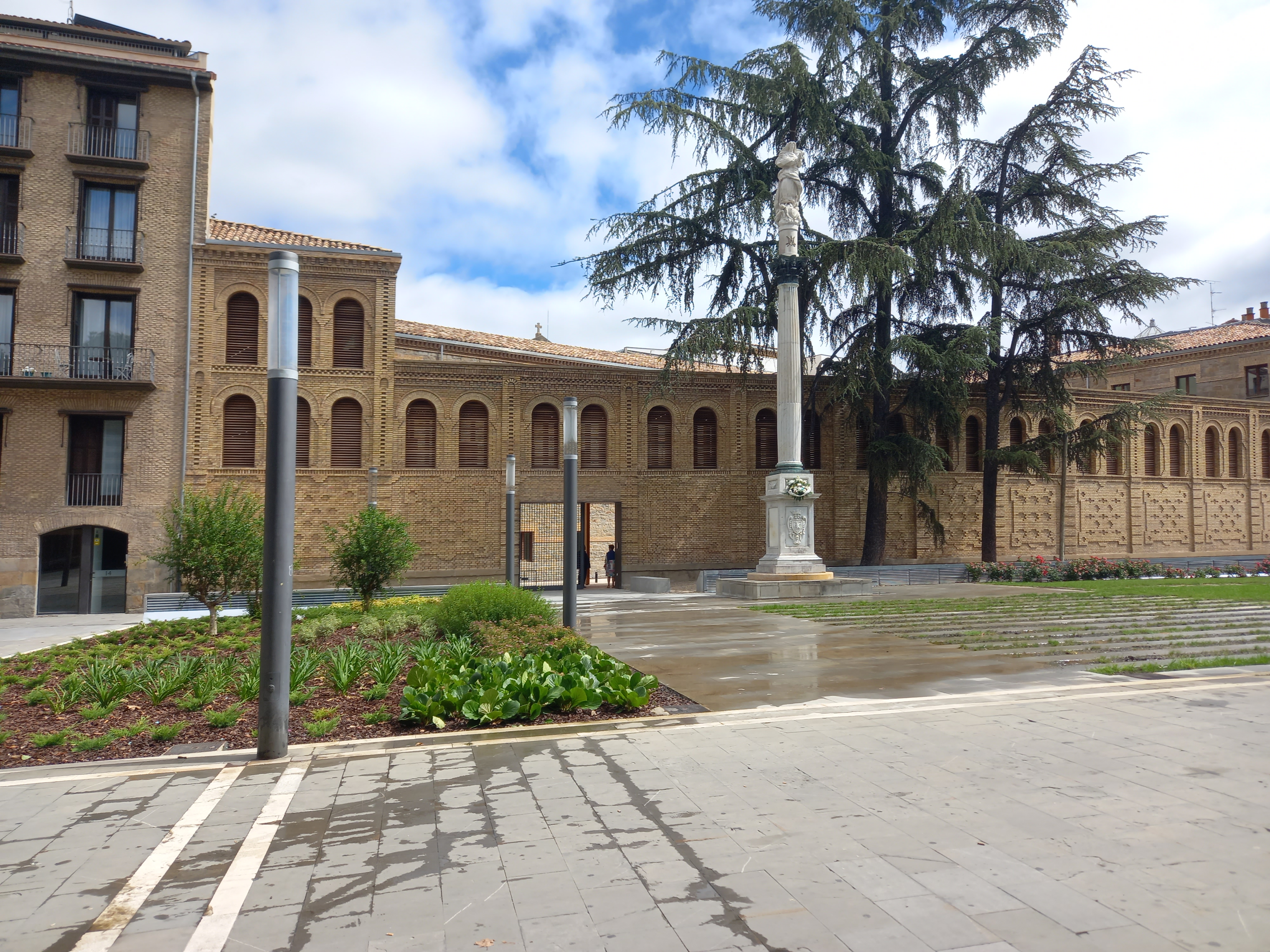
Fachada a Rincón de la Aduana
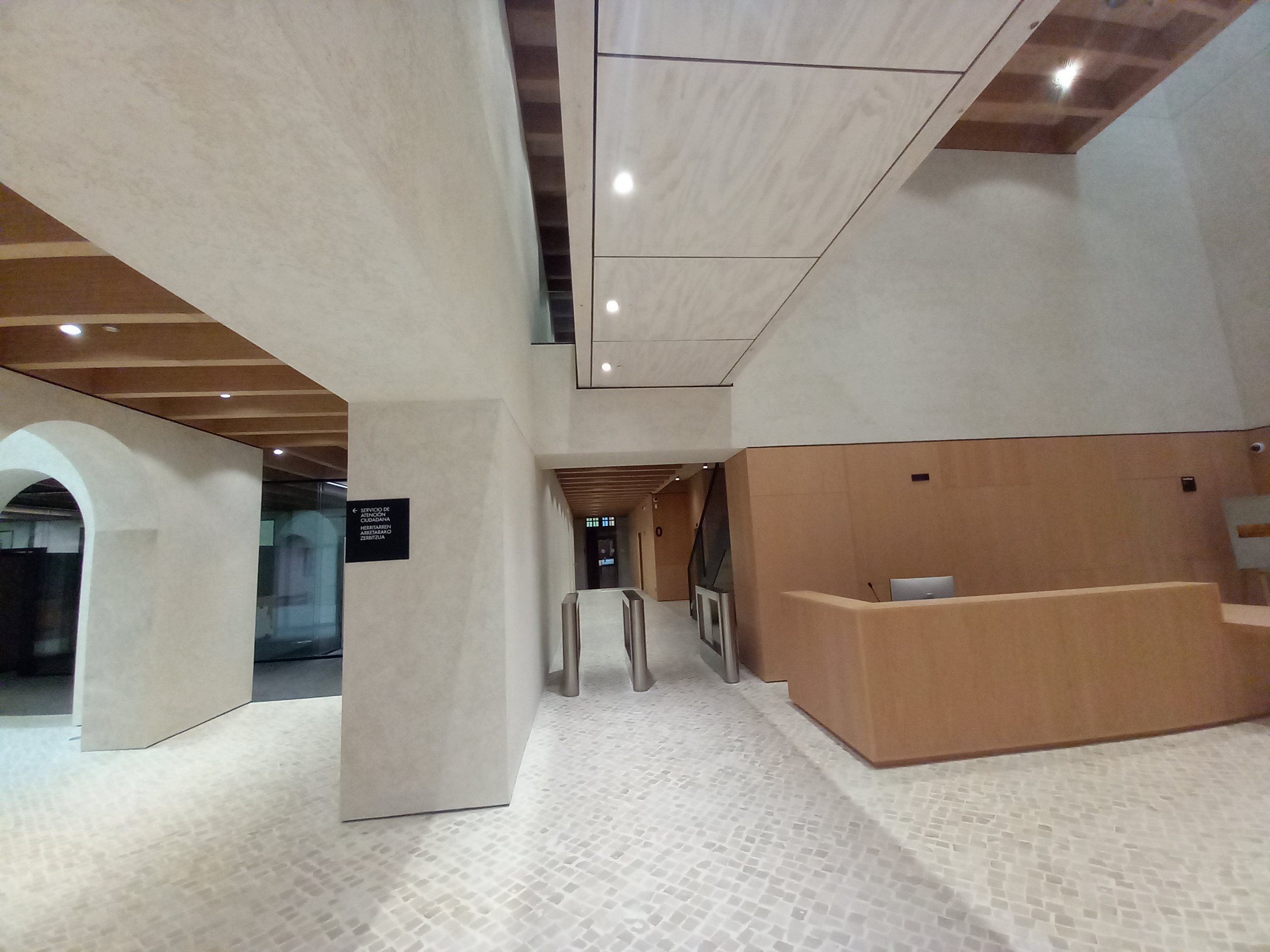
Vestíbulo-distribuidor
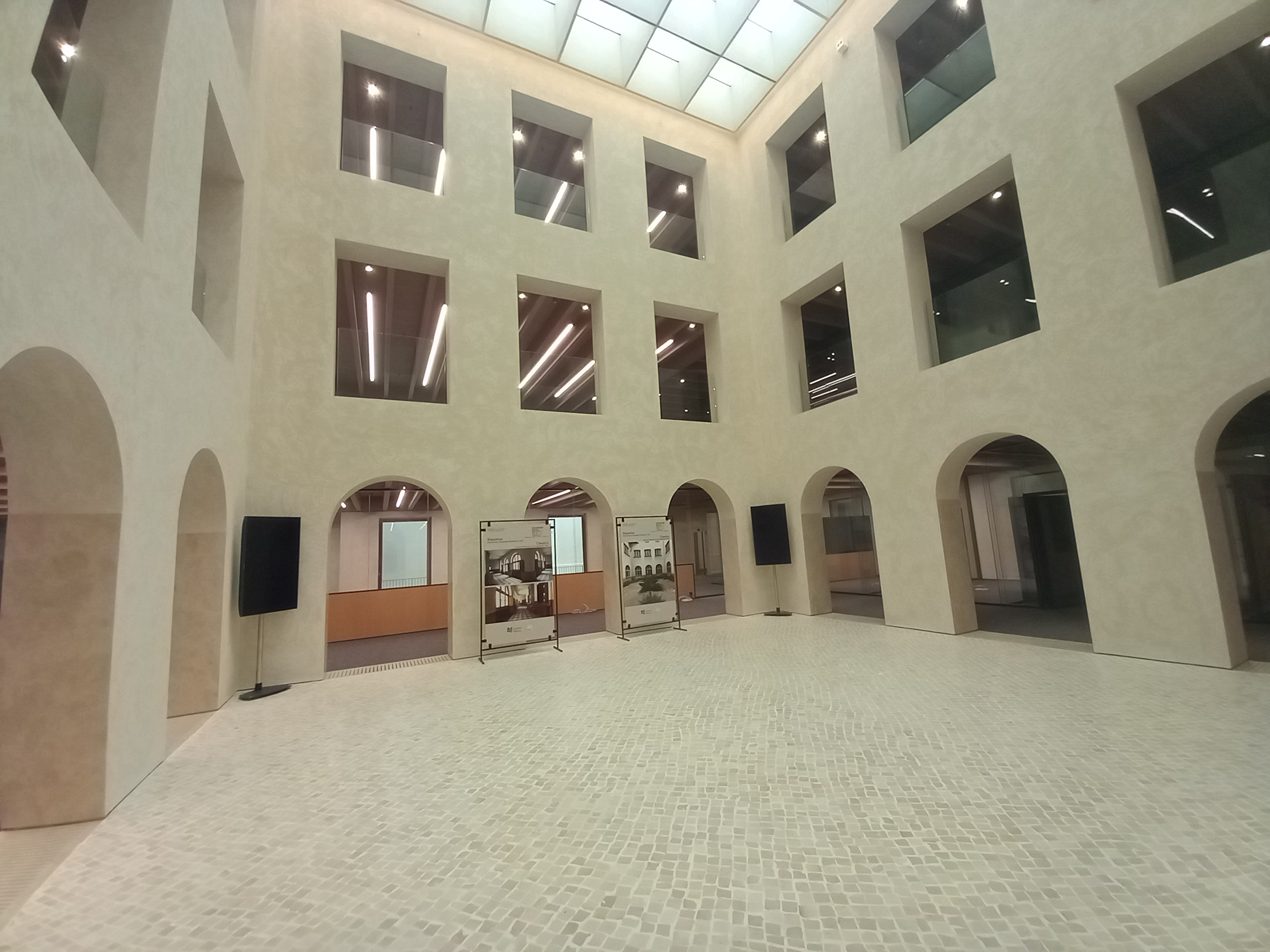
patio de acceso a la atención al público
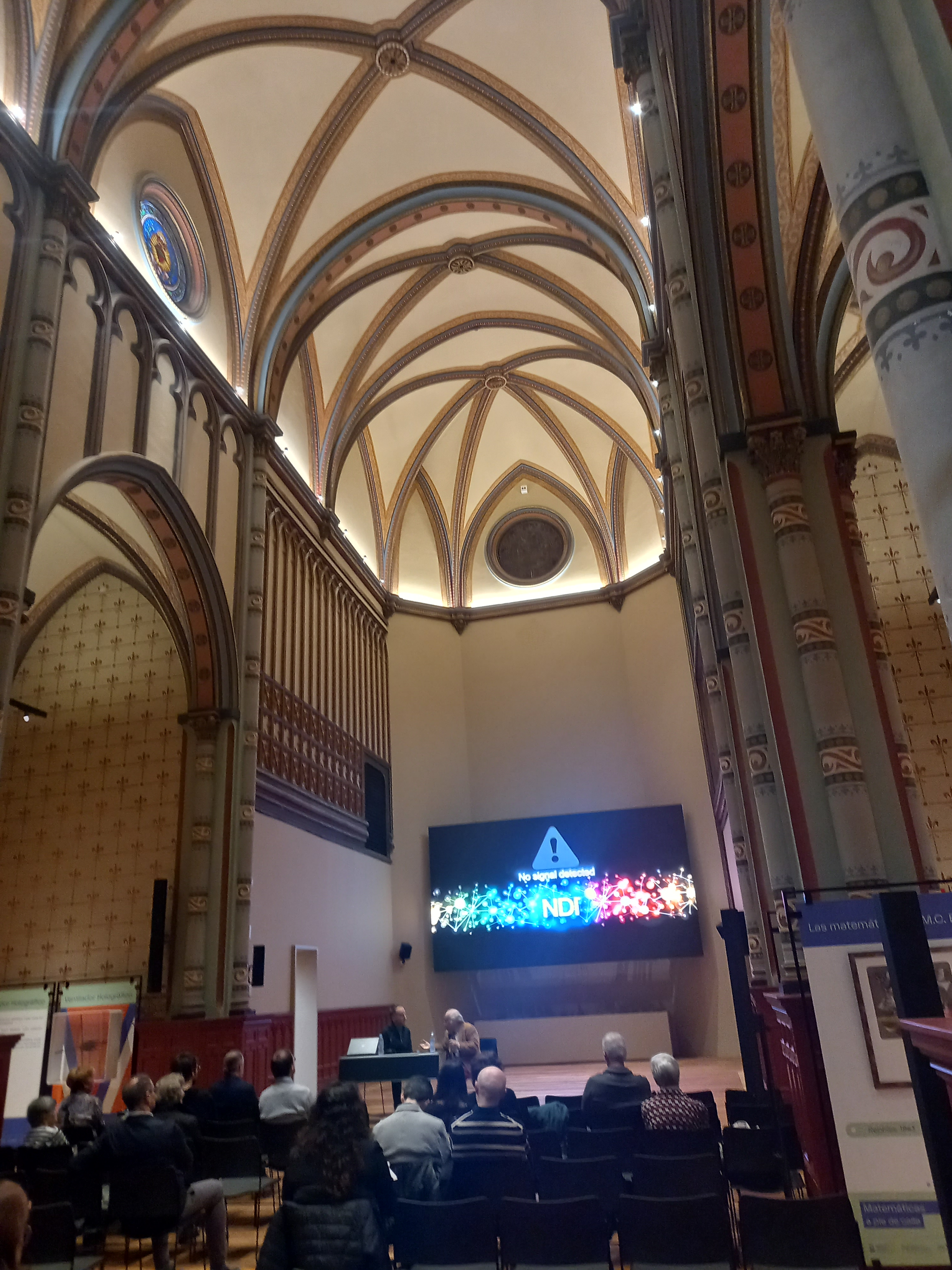
Salón Ansoleaga
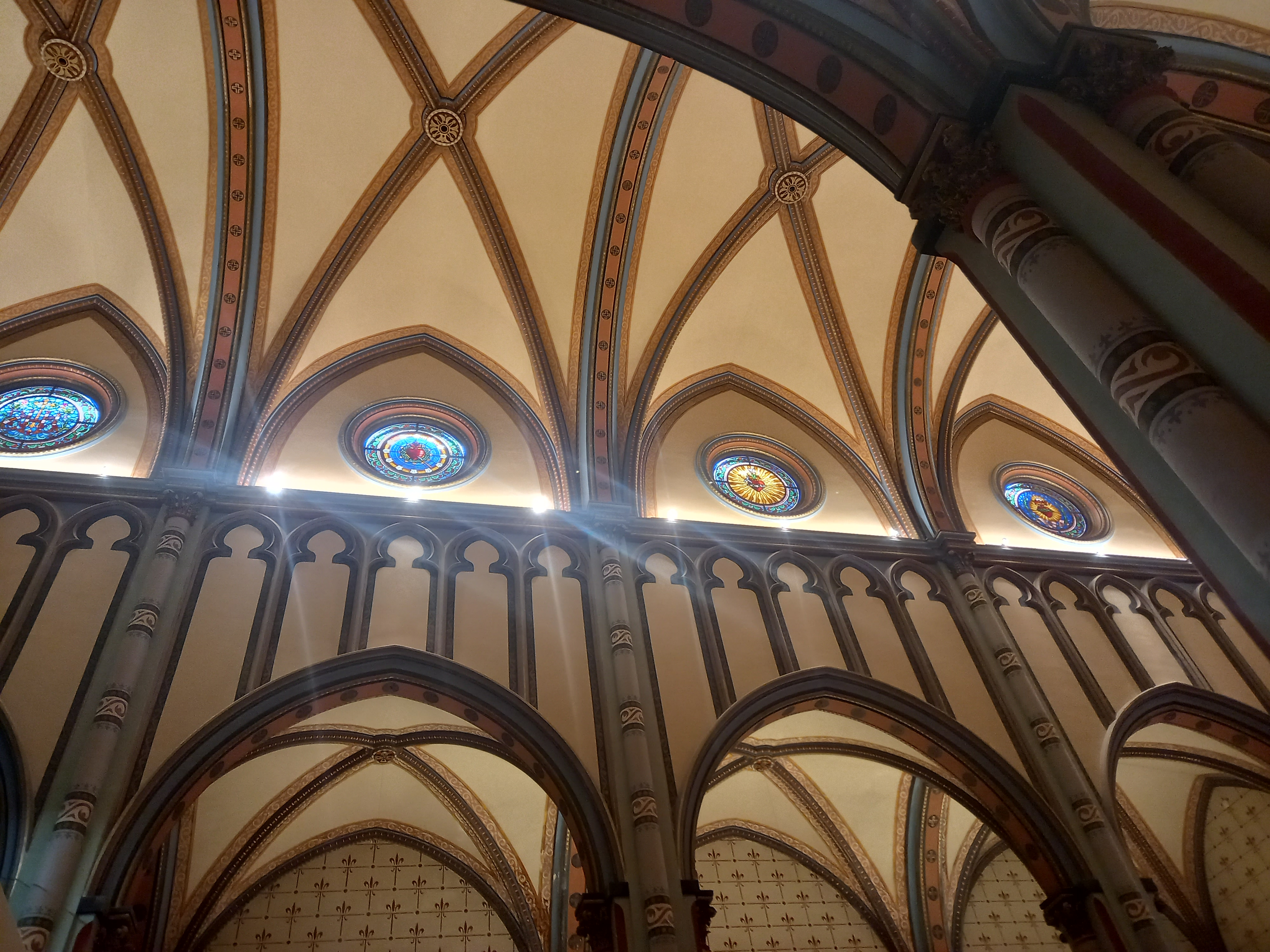
Bóveda del salón